# تلخاب (هندميني)
تلخاب (بالفارسية: تلخاب) هي مستوطنة تقع في إيران في قسم هندميني الريفي. يقدر عدد سكانها بـ 786 نسمة .